# Infraestructura y superestructura

Diagrama de la distinción entre infraestructura y superestructura.

Según la teoría marxista, la base o infraestructura es la base material de la sociedad que determina la estructura social, el desarrollo y el cambio social. Incluye las fuerzas productivas y las relaciones de producción. De ella depende la superestructura, es decir, el conjunto de elementos de la vida social dependientes de la base o infraestructura, como por ejemplo: las formas jurídicas, políticas, artísticas, filosóficas y religiosas de un momento histórico concreto. Los aspectos estructurales se refieren a la organización misma de la sociedad, las reglas que vinculan a sus miembros, y el modo de organizar la producción de bienes.

Sobre las diversas formas de propiedad y sobre las condiciones sociales de existencia se levanta toda una superestructura de sentimientos, ilusiones, modos de pensar y concepciones de vida diversos y plasmados de un modo peculiar. La clase entera los crea y los forma derivándolos de sus bases materiales y de las relaciones sociales correspondientes. El individuo suelto, al que se le imbuye la tradición y la educación podrá creer que son los verdaderos móviles y el punto de partida de su conducta.
Karl Marx (1852) El 18 de brumario de Luis Bonaparte, Cap. III.

Según la concepción materialista de la historia, el factor que en última instancia determina la historia es la producción y la reproducción de la vida real. Ni Marx ni yo hemos afirmado nunca más que esto. Si alguien lo tergiversa diciendo que el factor económico es el único determinante, convertirá aquella tesis en una frase vacua, abstracta, absurda. La situación económica es la base, pero los diversos factores de la superestructura que sobre ella se levanta --las formas políticas de la lucha de clases y sus resultados, las Constituciones que, después de ganada una batalla, redacta la clase triunfante, etc., las formas jurídicas, e incluso los reflejos de todas estas luchas reales en el cerebro de los participantes, las teorías políticas, jurídicas, filosóficas, las ideas religiosas y el desarrollo ulterior de éstas hasta convertirlas en un sistema de dogmas- ejercen también su influencia sobre el curso de las luchas históricas y determinan, predominantemente en muchos casos, su forma. Es un juego mutuo de acciones y reacciones entre todos estos factores, en el que, a través de toda la muchedumbre infinita de casualidades (es decir, de cosas y acaecimientos cuya trabazón interna es tan remota o tan difícil de probar, que podemos considerarla como inexistente, no hacer caso de ella), acaba siempre imponiéndose como necesidad el movimiento económico. De otro modo, aplicar la teoría a una época histórica cualquiera sería más fácil que resolver una simple ecuación de primer grado.
Carta de Federico Engels a Jose Bloch (septiembre de 1890)

## La superestructura
La tesis básica del materialismo histórico es que la superestructura (en alemán: Überbau) depende de las condiciones económicas en las que vive cada sociedad, de los medios y fuerzas productivas (infraestructura). La superestructura no tiene una historia propia, independiente, sino que está en función de los intereses de clase de los grupos (clase/s dominante/s) que la han creado. Los cambios en la superestructura son consecuencia de los cambios en la infraestructura. Esta teoría tiene importantes consecuencias: 
- Por un lado, la completa comprensión de cada uno de los elementos de la superestructura sólo se puede realizar con la comprensión de la estructura y cambios económicos que se encuentran a su base.

- Por otra parte, la idea de que —en última instancia— no es posible la independencia de la mente humana, del pensamiento, respecto de las condiciones materiales específicas en las cuales se está inmersa la sociedad, afirma el determinismo advenido por factores de índole externa.

## La infraestructura
Las tesis marxistas de la infraestructura (en alemán: Basis) son las siguientes:
- Es el factor fundamental del proceso histórico y determina -en última instancia- el desarrollo y cambio social; dicho de otro modo, cuando cambia la infraestructura, cambia el conjunto de la sociedad (las relaciones sociales, el poder, las instituciones y el resto de elementos de la superestructura). Por cierto, esto no es automático, ni mecánico, ni instantáneo, sino que es un factor que tiende a establecer paulatinamente condiciones de irreversibilidad en cada tiempo histórico.[cita requerida]

- La componen los medios de producción (recursos naturales más medios técnicos) y la fuerza del trabajo (los trabajadores)[cita requerida]. Juntos constituyen las fuerzas productivas, que estarán controladas -a veces frenadas- por las relaciones de producción (los vínculos sociales que se establecen entre las personas a partir del modo en que éstas se vinculan con las fuerzas productivas, como por ejemplo las clases sociales).

- Hay periodos históricos[¿cuál?] en los que la estructura social (las relaciones de producción) frena el desarrollo de las fuerzas productivas. La prolongación de esos periodos no significa una estabilización, ni siquiera un estancamiento, de las condiciones de existencia social; por el contrario, se verifican retrocesos más o menos[¿cuántos?] severos, y tienden a reaparecer contradicciones y limitaciones que al inicio de período se consideraban definitivamente superadas[cita requerida] (por ejemplo, en los inicios del siglo XXI se verifican crecientes casos de esclavitud y tráfico de seres humanos, males que a fines del siglo XIX estaban superados en casi todo el mundo[cita requerida]).